# Сколопсы
Сколопсы (лат. Scolopsis) —  род морских лучепёрых рыб из семейства нитеперовых (Nemipteridae). Распространены в тропических и субтропических водах Индийского и западной части Тихого океана. Максимальная длина тела представителей разных видов варьирует от 22 до 38 см.

## Описание
Тело умеренно вытянутое или умеренно высокое, сжато с боков. Зубы  ворсинчатые или мелкие конические, расположены полосками на обеих челюстях. Клыковидных зубов нет. На первой жаберной дуге 8—12 коротких жаберных тычинок. В длинном спинном плавнике 10 колючих и 9 мягких лучей. В анальном плавнике 3 колючих и 7—8 мягких лучей. Вторая колючка обычно более мощная и длиннее первой и третьей. Грудные плавники короткие или умеренно длинные, в них 2 неразветвлённых и 12—17 разветвлённых мягких лучей. Брюшные плавники короткие или умеренно длинные, с одним колючим и 5 мягкими лучами. Хвостовой плавник раздвоенный; верхняя лопасть (а иногда и нижняя) заострённая, серповидная или вытянута в короткую нить. На верхней части головы чешуя доходит до уровня середины глаза, ноздрей или заходит за ноздри. Подглазничные кости без чешуи, с крупным заострённым, загнутым назад шипом; и с несколькими мелкими шипами или зазубринами на заднем крае. Есть чешуя на предкрышке и крышке. Задний край предкрышки зазубренный или с шипами. Верхний край жаберной крышки с небольшим плоским шипом. В боковой линии 35—49 чешуй. Над боковой линией 3— 5½    поперечных ряда чешуй, под боковой линией — 12—18 поперечных рядов чешуи. Окраска тела разнообразная.

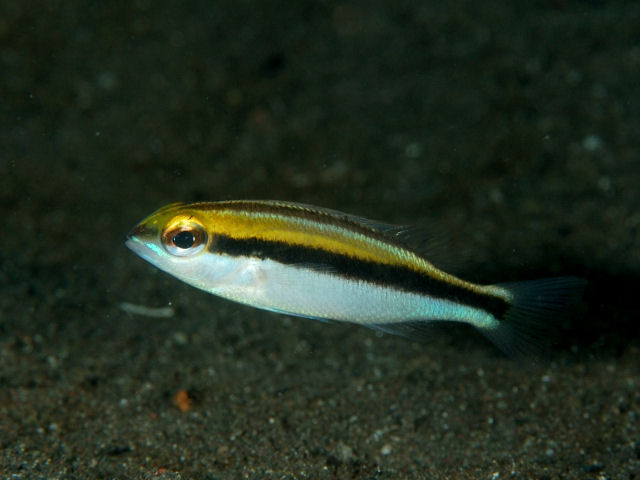
Scolopsis affinis

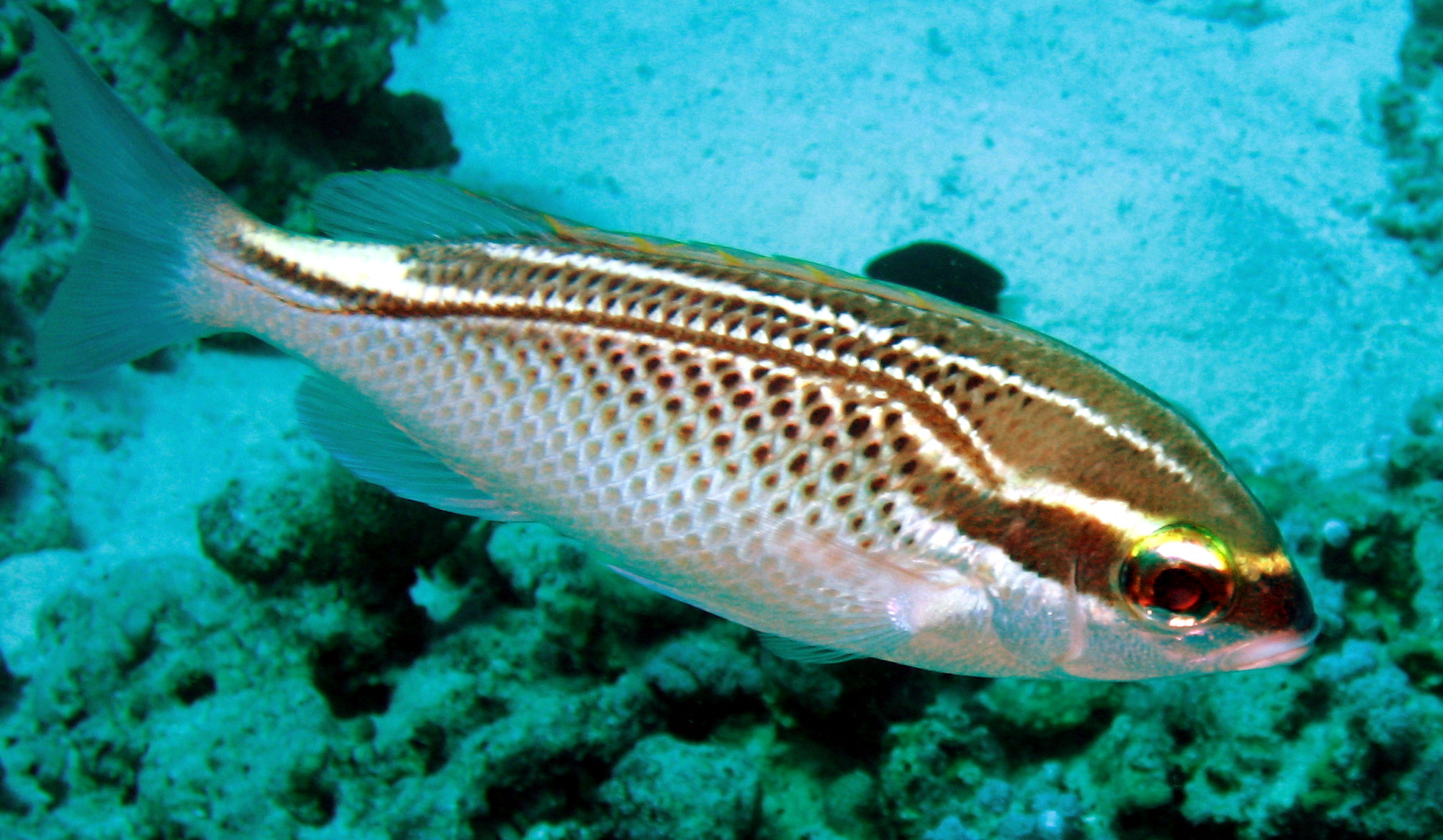
Scolopsis ghanam

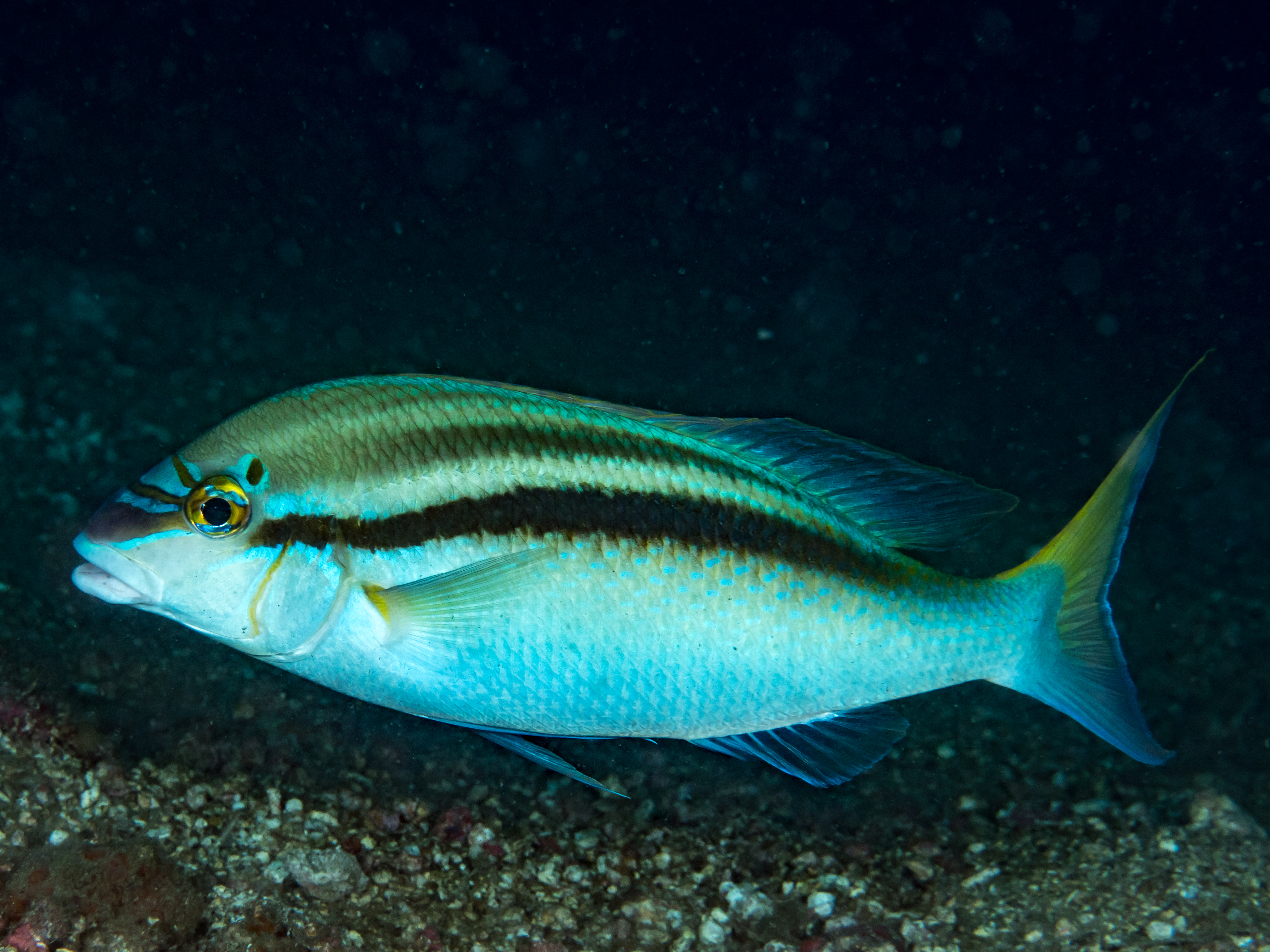
Scolopsis monogramma

## Биология
Морские придонные рыбы. Обитают на материковом шельфе обычно на глубине до 60 м у рифов или вблизи рифовых зон над песчаными и илистыми грунтами. Ведут одиночный образ жизни или образуют скопления. Питаются преимущественно мелкими ракообразными. Молодь некоторых видов проявляет Бейтсовскую мимикрию. Некоторые виды являются последовательными протогиническими гермафродитами.

## Классификация
В состав рода включают 18 видов:
- Scolopsis affinis Peters, 1877
- Scolopsis aurata (M. Park, 1797) — Желтополосый сколопс, или серый сколопс
- Scolopsis bilineata (Bloch, 1793) — Двухлинейный сколопс, или косополосый сколопс
- Scolopsis bimaculata Rüppell, 1828 — Темнопёрый сколопс
- Scolopsis ciliate (Lacépède, 1802)
- Scolopsis frenata (Cuvier, 1830) — Сейшельский сколопс, или синещёкий сколопс
- Scolopsis ghanam (Forsskål, 1775) — Сколопс-ганам, или арабский сколопс
- Scolopsis igcarensis Mishra, S. Biswas, B. C. Russell, Satpathy & Selvanyagam, 2013
- Scolopsis lineata Quoy & Gaimard, 1824
- Scolopsis margaritifera (Cuvier, 1830) — Жемчужный сколопс
- Scolopsis monogramma (Cuvier, 1830)
- Scolopsis taeniata (Cuvier, 1830) — Оливковый сколопс, или полосатый сколопс
- Scolopsis taenioptera (Cuvier, 1830)
- Scolopsis temporalis (Cuvier, 1830)
- Scolopsis trilineata Kner, 1868
- Scolopsis vosmeri (Bloch, 1792) — Белощёкий сколопс
- Scolopsis xenochroa Günther, 1872